# Myriad (police de caractères)
Pour les articles homonymes, voir Myriad.
Myriad est une police de caractère sans serif créée par Robert Slimbach et Carol Twombly pour Adobe Systems. Cette police d'écriture est facilement identifiable par le jambage caractéristique de son y, la coupure oblique de son e ou, dans l'ensemble, par ses courbes arrondies.

## Origines
En 1990, Robert Slimbach, Carol Twombly, Fred Brady et Sumner Stone furent initialement réunis par Adobe dans le but de créer une police claire et parfaitement neutre. L'équipe commença par examiner les polices sans serif existantes et s'en inspira pour la création des croquis préliminaires qui permirent de déterminer l'orientation vers laquelle le design de Myriad se dirigeait.
Le travail de dessin et de numérisation fut ensuite divisé entre Slimbach et Twombly. Tout au long du processus de création de la police, les deux se rencontrent hebdomadairement avec Brady pour discuter de l'évolution du projet. Vers la fin du projet, des membres de Adobe Type révisèrent la police. Le travail fut effectué en deux ans.

## Usages

Myriad est la police utilisée par Apple dans sa communication moderne, ici pour l'iPod.

Depuis le lancement du premier iMac à écran plat (2002), Myriad remplace le Garamond comme identité visuelle d'Apple. Depuis, la police est employée dans toutes ses publicités et sur les produits eux-mêmes (voir Polices Apple). Le logo actuel de Wal-Mart, créé en 2008, utilise une version fort modifiée de Myriad.

## Récompenses
Myriad Pro Greek a remporté :
- en 2000 : TDC2 (Type Directors Club Type Design Competition) dans la catégorie Text/display type systems[1] ;
- en 2001 : Bukva:raz!, une compétition de l'ATypI, dans les catégories grec moderne et cyrillique[2].